# Sisakos kazuár
A sisakos kazuár vagy déli kazuár (Casuarius casuarius) a madarak osztályába, a struccalakúak (Struthioniformes) rendjébe és a kazuárfélék (Casuariidae) családjába tartozó faj.

## Előfordulása
Ausztrália északi részén, Pápua Új-Guineában, az Indonéziához tartozó Aru-szigetek és Seram sűrű erdőiben él.

## Alfajai
- Casuarius casuarius casuarius
- Casuarius casuarius aruensis
- Casuarius casuarius johnsoni
- Casuarius casuarius sclateri
- Casuarius casuarius bicarunculatus
- Casuarius casuarius tricarunculatus
- Casuarius casuarius bistriatus
- Casuarius casuarius lateralis

## Megjelenése, felépítése
Magassága 150-180 centiméter, súlya 34-70 kilogramm. A fején található, sisaktarajhoz hasonló, jellegzetes szarukinövése van. Durva, szőrszerű tollai feketék, arca zöldeskék, a fej hátulsó része zöld, a nyak elöl ibolyás, hátul lakkvörös, az írisz vörösbarna. Csőre rövid.
A többi kazuárfajtól két húsos, nyaki bőrlebenye alapján könnyen megkülönböztethető.
Lába szürkéssárga, három ujjal, amelyek közül a belsőn hatalmas, éles karom fejlődött ki (az állat ezt a pengeszerű fegyvert használja harcai során, amelyekre agresszív természete miatt gyakran kerül sor; ilyenkor veszélyes rúgásokat osztogat ellenfelének).
|  |

## Életmódja

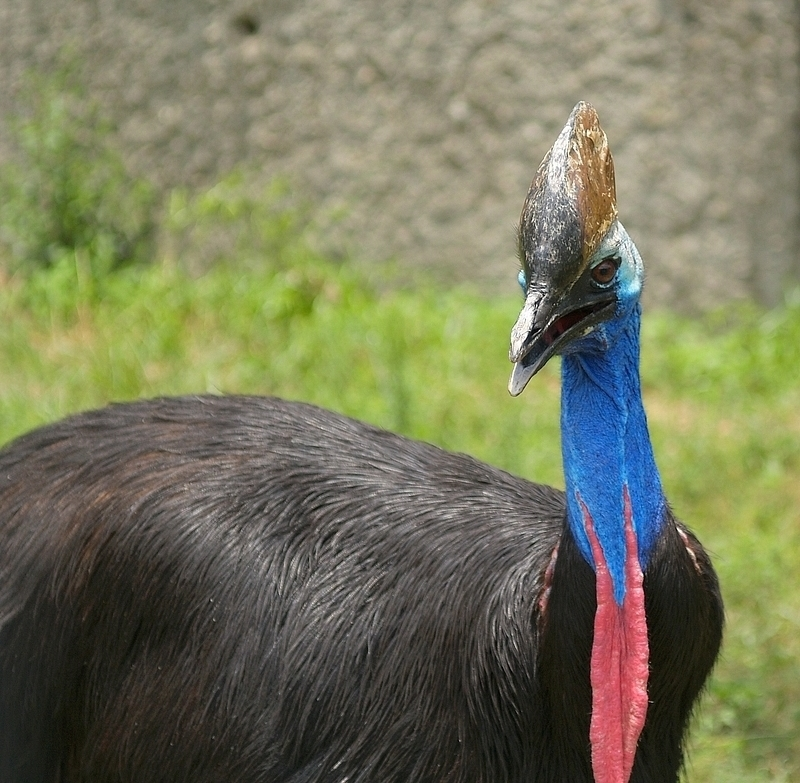

A többi kazuárféléhez hasonlóan, de a többi futómadártól igen szokatlan módon a trópusi esőerdők sűrű aljnövényzetében él.
Miután főleg talajra hullott gyümölccsel táplálkozik, előnyben részesíti a vegyes erdőket, ahol folyamatosan biztosított a bőséges eleség. Emellett a mangroveerdőkben is előfordulhat. Az esőerdőkben a gyümölcsérési csúcs novembertől februárig tart, míg a nyíltabb, bozótos erdőrészletekben júliustól októberig – ez utóbbi egyúttal a párzási időszak is. Az alacsonyabban fekvő területeket jobban kedveli, de előfordulhat az eltérő magasságok közötti évszakos vándorlás is. A másodlagos erdők nem akadályozzák, csak elég sűrűek és nagyok legyenek, a partvidéki kultúrterületekről azonban már kiszorult.
Mindenevő: bár főképpen hullott gyümölcsöket fogyaszt, nem veti meg a kisebb melegvérűeket, hüllőket, gombát, dögöt, vagy bármi mást, amit a talajon talál és le tud nyelni. A kazuárok rendkívül fontos szerepet játszanak a növények terjesztésében, ugyanis az emésztőcsatornájukon áthaladó termések csak húsukat vesztik, de életképesen pottyannak ki a madárból. Már 21 olyan esőerdei növényfajt határoztak meg, amelyek magja csak akkor indul csírázásnak, ha előtte áthaladt egy kazuár bélrendszerén. Gyakran az emésztetlen darabokat újra megeszi.
A kazuárok az év legnagyobb részén egyedül élnek a territóriumukon. Ha két kakas találkozik, heves gesztusokkal próbálják egymást meghátrálásra kényszeríteni. Ha nőstény és hím találkozik, rövid közjáték után a hím szokott kereket oldani, ami a tojók dominanciáját mutatja. A tyúkok és kakasok szexuális dimorfizmusa amúgy csekély, a tyúkok valamivel nagyobbak és élénkebb színűek.
Könnyen felingerelhető állat, rátámad az emberre is. Kiérdemelte a világ legveszélyesebb madara címet.

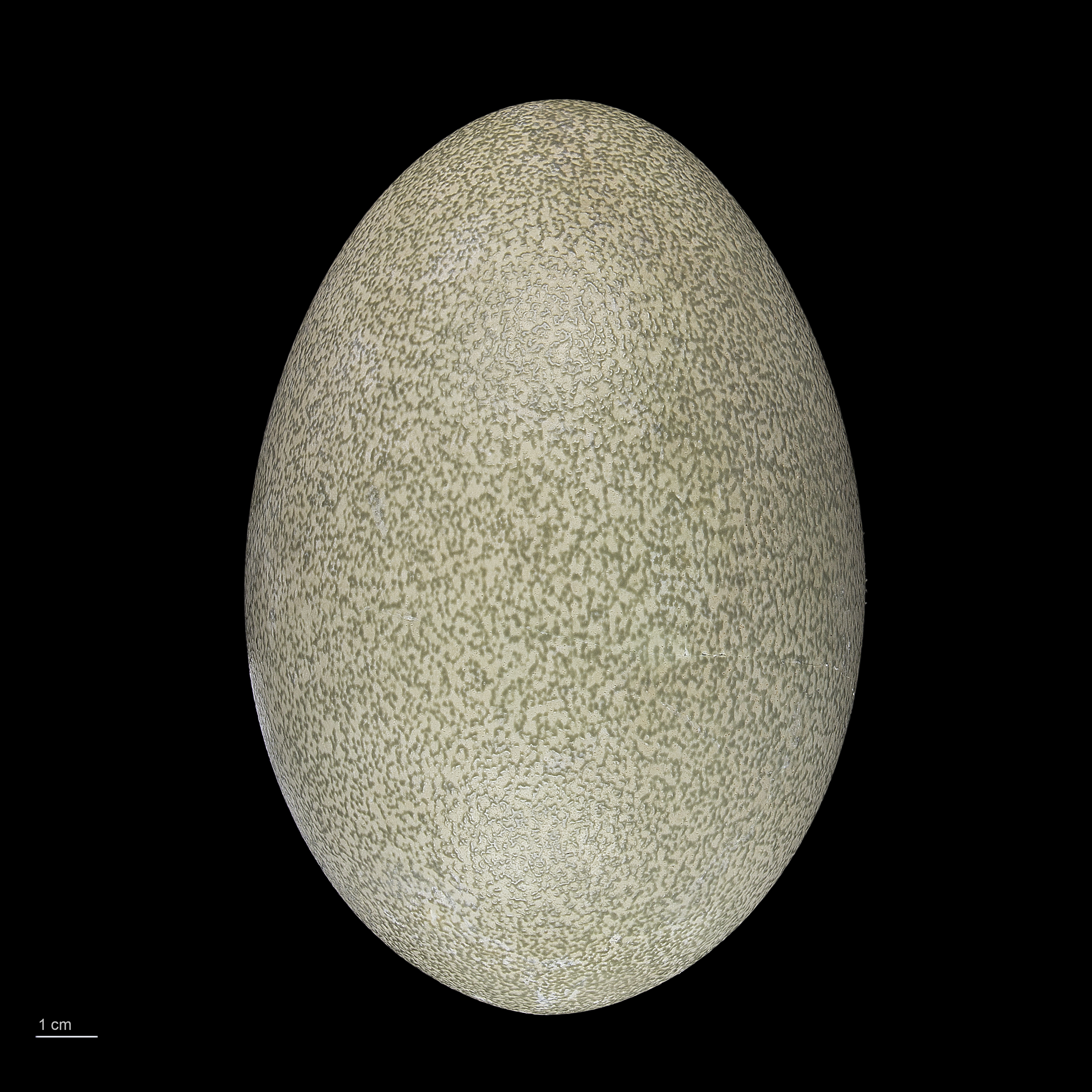
Tojása

## Szaporodása

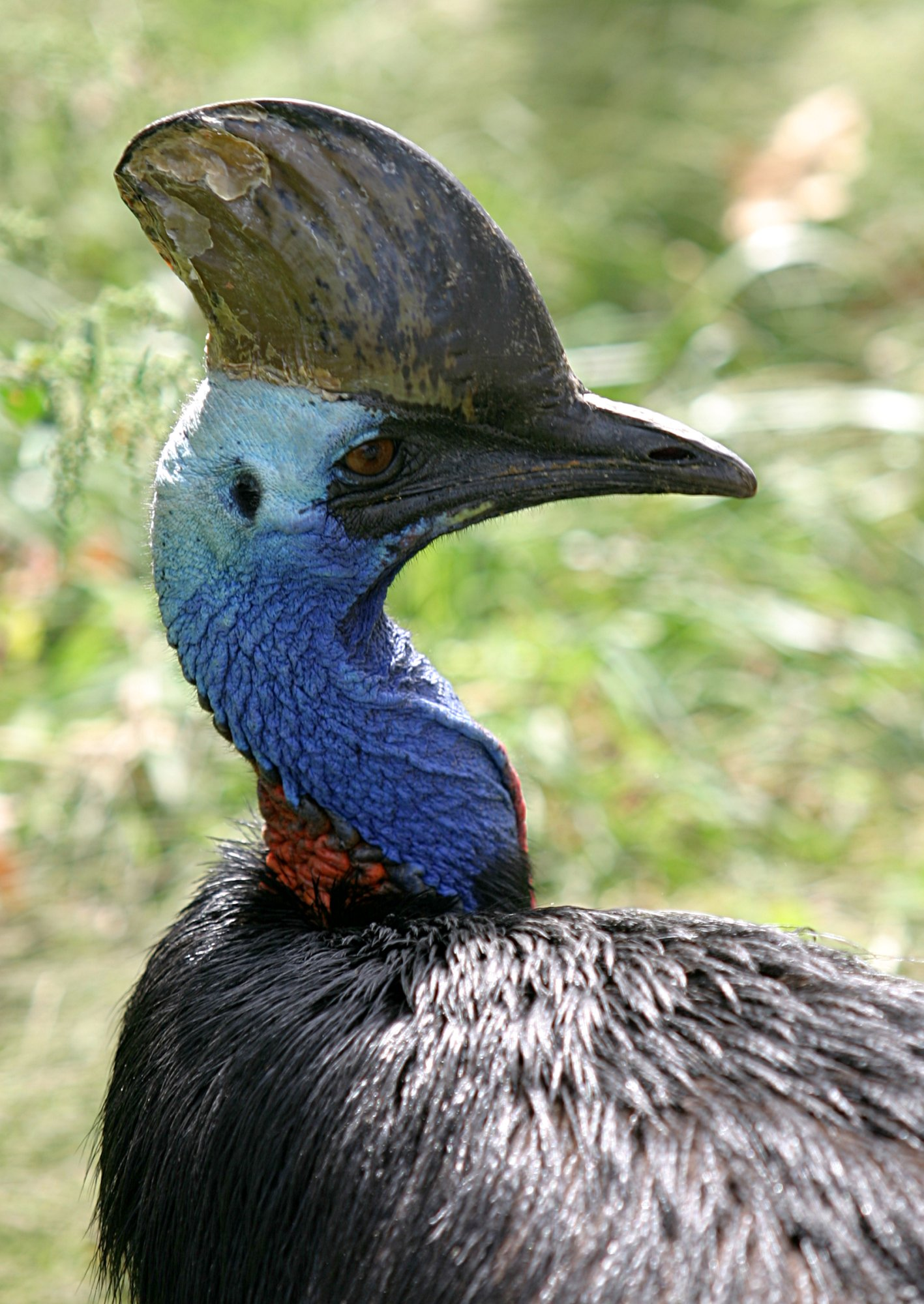

A párzási időszak júniustól októberig tart. Ekkor a nőstények toleránsabbakká válnak a hímek irányába, sőt, egy-egy kiválasztott kakassal párba is állnak. A tojó fészekaljanként 3-8 tojást rak, a fiókák 47-54 nap múlva kelnek ki. A párkapcsolat csak néhány hétig tart, a nőstény lerakja a tojásait, majd odébbáll, hogy egy második fészekaljat hozzon össze. A költés, valamint a fiókák felnevelésének feladata tehát a kakasra hárul, míg a tojó átlagosan három fészekaljnyi tojást rak egy párzási időszak alatt.
A kezdetben csíkos rejtőszínnel ellátott fiókákat apjuk hevesen védelmezi. A fiatalok 3 hónaposan veszítik el csíkjaikat. Az apjuk 9 hónapos korukig vigyáz rájuk, majd a 16 hónapos korukra elkergeti őket. A fiatal kazuárok két és fél évesen nyerik el a felnőtt tollazatukat, körülbelül 4 évesen válnak ivaréretté. Hosszú ideig élnek, a rekord 61 év volt.